# See im Berg

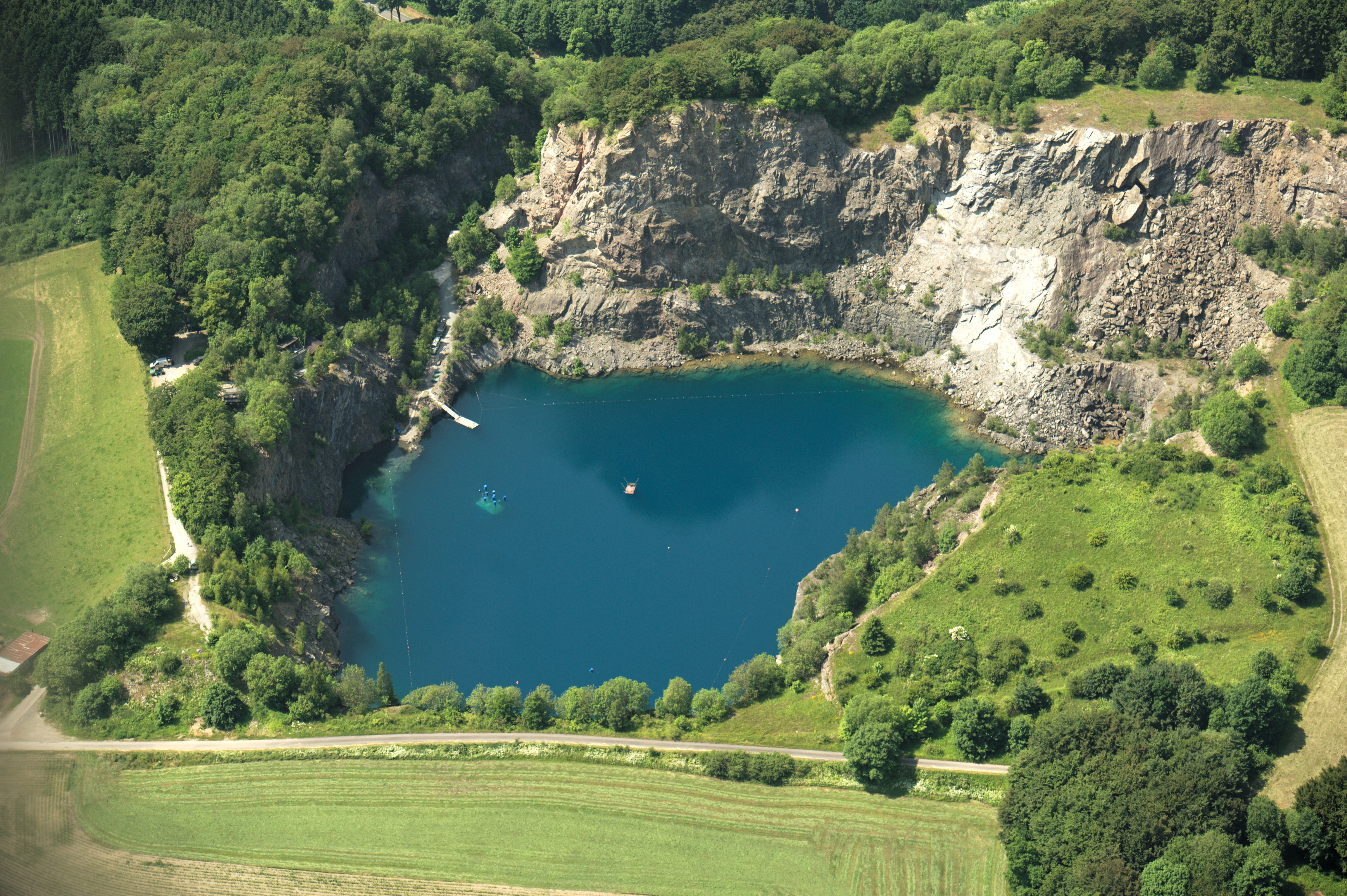
See im Berg

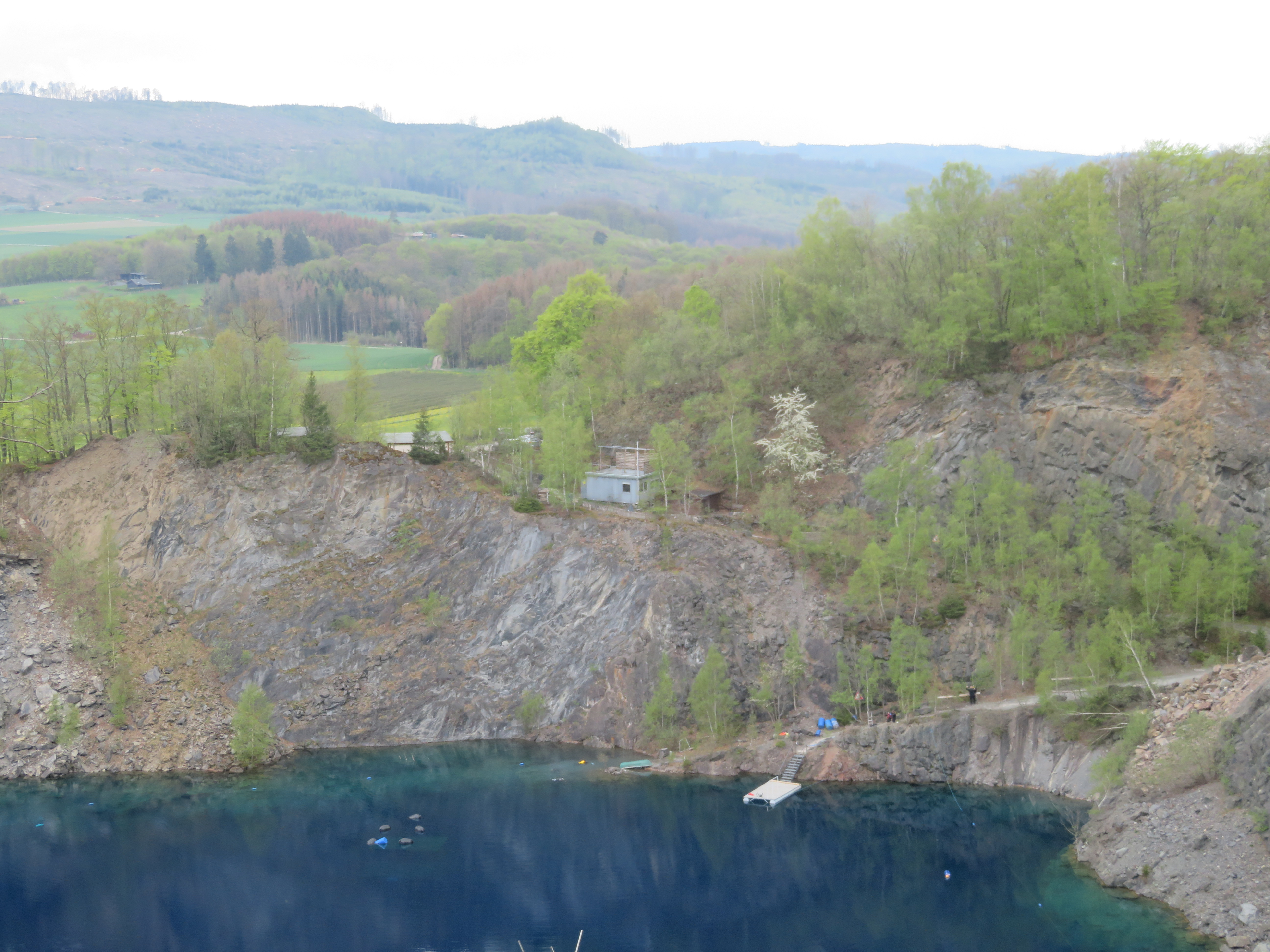
Tauchereinstiegsbereich

Der See im Berg liegt südwestlich von Messinghausen, Brilon. Andere Namen für den See von Einheimischen und Tauchern sind Tauchersee in Messinghausen, Steinbruchsee, den Blauen und Blauer See. Direkt nördlich grenzt das Naturschutzgebiet An der Burg an. Der Steinbruchsee gehört zum FFH-Gebiet Gewässersystem Diemel und Hoppecke (DE 4617-302).

## Betrieb des Steinbuchs und Tauchsport
Der Steinbruch wurde vom Unternehmen Schneidewind betrieben. In ihm wurde Diabas gewonnen. Der Abbau wurde 1984 eingestellt. Nach dem Abstellen der Pumpen füllte sich der Hauptbruchbereich mit einem See bis auf einen Wasserstand von 45 m. Vom Hauptteil des Bruches mit dem See getrennt liegt zum Hoppecketal ein weiterer Bereich des Steinbruchs. Früher wurde das Bruchmaterial zu einer Verladestation direkt an der Hoppecke transportiert.
Der Steinbruchsee wird seit den 1990er Jahren von Hobbytauchern genutzt, die Eintritt zum See bezahlen müssen. Es wird vom 1. April bis zum 30. November getaucht. Auch im Sommer beträgt die Wassertemperatur in 40 Metern Tiefe nur 4 und 6 Grad Celsius. Auf dem Grund des Sees liegen zwei Container, ein alter Bus, ein Wohnwagen und mehrere Betonröhren die betaucht werden können.

## Unfälle
Von 1996 bis 2012 waren 300 Rettungseinsätze wegen Tauchunfällen erforderlich. Sieben Taucher starben. Die Westfalenpost dokumentierte tödliche Tauchunfälle im September 2001, Juli 2007, September 2007, Februar 2009 und August 2010. 2016 geriet ein Taucher in Lebensgefahr, als er wegen technischer Probleme einen Notaufstieg durchführte, und überlebte. Wegen der Gefahr im See müssen Taucher einen Fortgeschrittenen-Tauchschein und mindestens 100 Kaltwassertauchgänge vorweisen können, um im See zu tauchen.